# Тіт Пуллон
Тіт Пулло́н (також Тіт Пулло, Тіт Пулліон; лат. Titus Pullo) (I ст. до н. е.) — центуріон XI легіону. Юлій Цезар згадує його у своїх «Нотатках про війну з галлами» і в «Нотатках про громадянську війну».

## У творах Цезаря
Розділ 44 книги 5 присвячений двом римським центуріонам XI легіону — Луцію Ворену й Тіту Пуллону:

У тому легіоні були дві дуже хоробрі людини, центуріони, які повинні були отримати підвищення до першого рангу, їх звали Тіт Пуллон і Луцій Ворен.
Між собою вони постійно сперечалися, кому з них має бути надана перевага, коли призначатимуть на командну посаду, і кожен рік вони продовжували суперництво за просування в службі з усе більшою ворожістю.
 Коли перед фортецями йшла запекла битва [прим. римський табір оточили нервії], Пуллон, один з них, сказав: «Що ж ти сумніваєшся, Ворен? І яку ж кращу можливість проявити свою доблесть ти шукаєш?
 Саме в цей день наші суперечки повинні вирішитися!».
 Як тільки він промовив ці слова, кинувся за лінії фортифікацій, і атакував ту частину військ опонента, де ворогів було більше.
 Але й Ворен не залишився під прикриттям фортець: підтверджуючи свою гарну репутацію, він відразу пішов за Пуллоном.
 Тоді, коли до ворога залишалося зовсім небагато, Пуллон кинув свій метальний спис в супротивника, і пробив одного з багатьох ворогів, що наближалися, і,
 поки вражений ворог падав мертвий, інші вороги закрили його своїми щитами, і всі почали кидати в Пуллона свою зброю, не даючи йому жодної можливості для відступу.
 Щит Пуллона був пронизаний, і метальний спис встромився в його перев'яз.
 Через це його піхви розгорнулися, а спис заважав його правій руці вихопити меч; його оточував натовп ворогів, і він потрапив у дуже скрутне становище.
 Його суперник (Ворен) прийшов йому на допомогу.
 В той момент весь натовп повернувся від Пуллона в сторону нового суперника, розраховуючи пронизати його наскрізь метальними списами. Ворен енергійно кинувся до них з мечем і прийнявся до рукопашної сутички.
 Вбивши одного ворога, він ненадовго відтіснив інших; але в запалі битви Ворен оступився і, потрапивши в невелику яму, впав. 
Тепер вже, в свою чергу, йому приходить на допомогу Пуллон; і обидва, неушкоджені, перебивши безліч ворогів, відступили углиб фортець,
 під найгучніші оплески своїх товаришів.
 Так захотіла Фортуна, щоб обидва вони, хоча й були суперниками і конфліктували, стали рятівниками один для одного і прийшли один одному на допомогу в скрутну хвилину.
 І ніхто не зміг би сказати точно, який з цих двох є більш гідним і кому варто було б віддати перевагу над іншим.

Оригінальний текст {{ref-Erant in ea legione fortissimi viri, centuriones, qui primis ordinibus appropinquarent, Titus Pullo et Lucius Vorenus. Hi perpetuas inter se controversias habebant, quinam anteferretur, omnibusque annis de locis summis simultatibus contendebant. Ex his Pullo, cum acerrime ad munitiones pugnaretur, "Quid dubitas, " inquit, « Vorene? aut quem locum tuae probandae virtutis exspectas ? hic dies de nostris controversiis iudicabit.» Haec cum dixisset, procedit extra munitiones quaque pars hostium confertissma est visa irrumpit. Ne Vorenus quidem tum sese vallo continet, sed omnium veritus existi mationem subsequitur. Mediocri spatio relicto Pullo pilum in hostes immittit atque unum ex multitudine procurrentem traicit; quo percusso et exanimato hunc scutis protegunt, in hostem tela universi coniciunt neque dant regrediendi facultatem. Transfigitur scutum Pulloni et verutum in balteo defigitur. Avertit hic casus vaginam et gladium educere conanti dextram moratur manum, impeditumque hostes circumsistunt. Succurrit inimicus illi Vorenus et laboranti subvenit. Ad hunc se confestim a Pullone omnis multitudo convertit: illum veruto arbitrantur occisum. Gladio comminus rem gerit Vorenus atque uno interfecto reliquos paulum propellit; dum cupidius instat, in locum deiectus inferiorem concidit. Huic rursus circumvento fert subsidium Pullo, atque ambo incolumes compluribus interfectis summa cum laude sese intra munitiones recipiunt. Sic fortuna in contentione et certamine utrumque versavit, ut alter alteri inimicus auxilio salutique esset, neque diiudicari posset, uter utri virtute anteferendus videretur}}
[{{{2}}}] Помилка: [undefined] Помилка: {{Lang}}: немає тексту (допомога): невпізнаний код мови: Erant in ea legione fortissimi viri, centuriones, qui primis ordinibus appropinquarent, Titus Pullo et Lucius Vorenus. Hi perpetuas inter se controversias habebant, quinam anteferretur, omnibusque annis de locis summis simultatibus contendebant. Ex his Pullo, cum acerrime ad munitiones pugnaretur, "Quid dubitas, " inquit, « Vorene? aut quem locum tuae probandae virtutis exspectas ? hic dies de nostris controversiis iudicabit.» Haec cum dixisset, procedit extra munitiones quaque pars hostium confertissma est visa irrumpit. Ne Vorenus quidem tum sese vallo continet, sed omnium veritus existi mationem subsequitur. Mediocri spatio relicto Pullo pilum in hostes immittit atque unum ex multitudine procurrentem traicit; quo percusso et exanimato hunc scutis protegunt, in hostem tela universi coniciunt neque dant regrediendi facultatem. Transfigitur scutum Pulloni et verutum in balteo defigitur. Avertit hic casus vaginam et gladium educere conanti dextram moratur manum, impeditumque hostes circumsistunt. Succurrit inimicus illi Vorenus et laboranti subvenit. Ad hunc se confestim a Pullone omnis multitudo convertit: illum veruto arbitrantur occisum. Gladio comminus rem gerit Vorenus atque uno interfecto reliquos paulum propellit; dum cupidius instat, in locum deiectus inferiorem concidit. Huic rursus circumvento fert subsidium Pullo, atque ambo incolumes compluribus interfectis summa cum laude sese intra munitiones recipiunt. Sic fortuna in contentione et certamine utrumque versavit, ut alter alteri inimicus auxilio salutique esset, neque diiudicari posset, uter utri virtute anteferendus videretur (допомога)

Кінець цитати Ще раз ім'я Тіта Пуллона з'являється в «Записках про громадянську війну» , в книзі III.67, коли Цезар розповідає про події битви при Діррахіі (біля 10 липня 48 року до н. е.), Тобто 6 років після першої згадки. Пуллон воює в легіоні Помпея Великого : 
Розвідники повідомили Цезарю, що туди прийшов легіон з усіма знаменами. Це повідомлення було підтверджене спостереженнями, зробленими з деяких високих редутів. Місце це перебувало приблизно у п'ятистах кроках від нового табору Помпея. Цезар, сподіваючись знищити цей легіон, і з великим бажанням нагородити себе за шкоду, завдану в той день, покинув біля шанцевих робіт дві когорти, котрі повинні були робити вигляд, що працюють над укріпленням. Сам же він вивів проти легіону Помпея і його малого табору тридцять три когорти, що лишились, у подвійні лінії; серед цих когорт був і 9-й легіон, що втратив багато центуріонів і таким чином зменшився у чисельності військового складу. Задля цієї цілі він пішов якомога непомітно у зворотньому напрямку. І спочатку він не помилився у своїх припущеннях: він прийшов раніше, ніж Помпей міг помітити, і, незважачи на сильні укріплення таборів, швидко атакував помпеянців з лівого флангу, на якому перебував сам, вибивши їх з валу. Перед брамами табору була колюча огорожа. Тут на короткий час здійнявся бій, причому наші намагалися прорватися через брами, а ті захищали їх. Особливо хоробрий супротив показав тут Т. Пулліон, завдяки якому, як ми зазначали, було зраджене військо Г. Антонія. Але хоробрість наших перевершила: вони знищили огорожу, вторглися спершу у головний табір, а відтак у фортецю, яка знаходилась всередині, куди й сховався розбитий легіон, і там перебили кілька тих, що чинили опір.

## Художій образТіт Пуллон— один з головних героїв серіалу HBO/BBC«Рим»(2005—2007), в основі сюжету якого покладені реальні факти воєнних походів, правління й загибеліГая Юлія Цезаря, боротьба за владу і початок правлінняОктавіана Августа. Однак, попри історичні свідоцтва, у серіалі Тіт Пуллон (акторРей Стівенсон)— простийлегіонерXIII легіона, котрий перебував у підпорядкуванніЛуція Ворена, а нецентуріонXI Клавдіївого легіону, яким був у реальності. Повністю вигаданий і його зв'язок з єгипетською царицеюКлеопатрою.
В циклі фантастичних романів Гаррі Тертлдава «Хроніки зниклого легіона» є одним з епізодичних персонажів. Представлений простим легіонером. Головна причина того, що він з'являвся на екрані, було суперництво з Луцієм Варінієм, який так само зображений простим легіонером.